# 阿部莎鶏
阿部 莎鶏（あべ しゃけい）は江戸時代中期の俳人、浮世絵師、旗本。本名は阿部正寛（まさひろ）。通称は八之丞、金之助。水光洞と号す。

## 略歴
享保9年（1724年）に1000石取の旗本に生まれる。宝暦3年（1753年）9月3日に父の遺跡を継ぎ、宝暦4年（1754年）4月5日に西の丸小姓組番士となる。宝暦11年（1761年）8月3日に本丸勤めとなり、宝暦12年（1762年）12月15日に西の丸勤めに戻った。
絵暦交換会の頭取として大久保巨川と競って、小松屋百亀の絵暦制作に関与していた。明和2年（1765年）の絵磨に「莎鶏工」とあり、その下に水光洞の印のある作品がみられる。
安永6年（1777年）12月9日に没す。享年54。

## 作品
- 「見立伊勢物語」 中判 ライデン国立民族学博物館所蔵
- 「滝前の女と二少女」 グラブホーン・コレクション